# دای (مدار مجتمع)

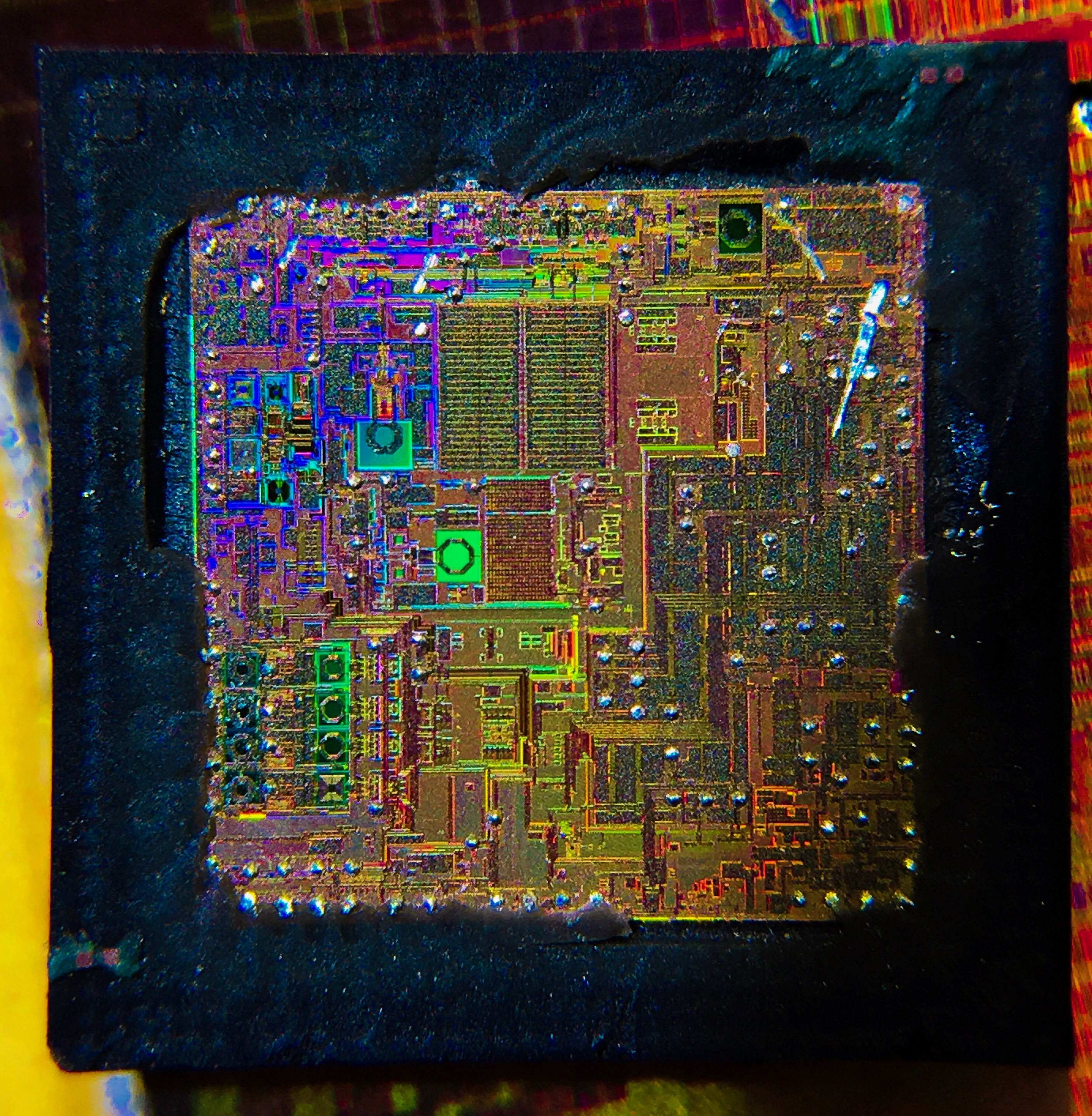
تصویری بزرگنمایی شده از یک دای مدار مجتمع در تراشه یک فرستنده-گیرنده رادیویی

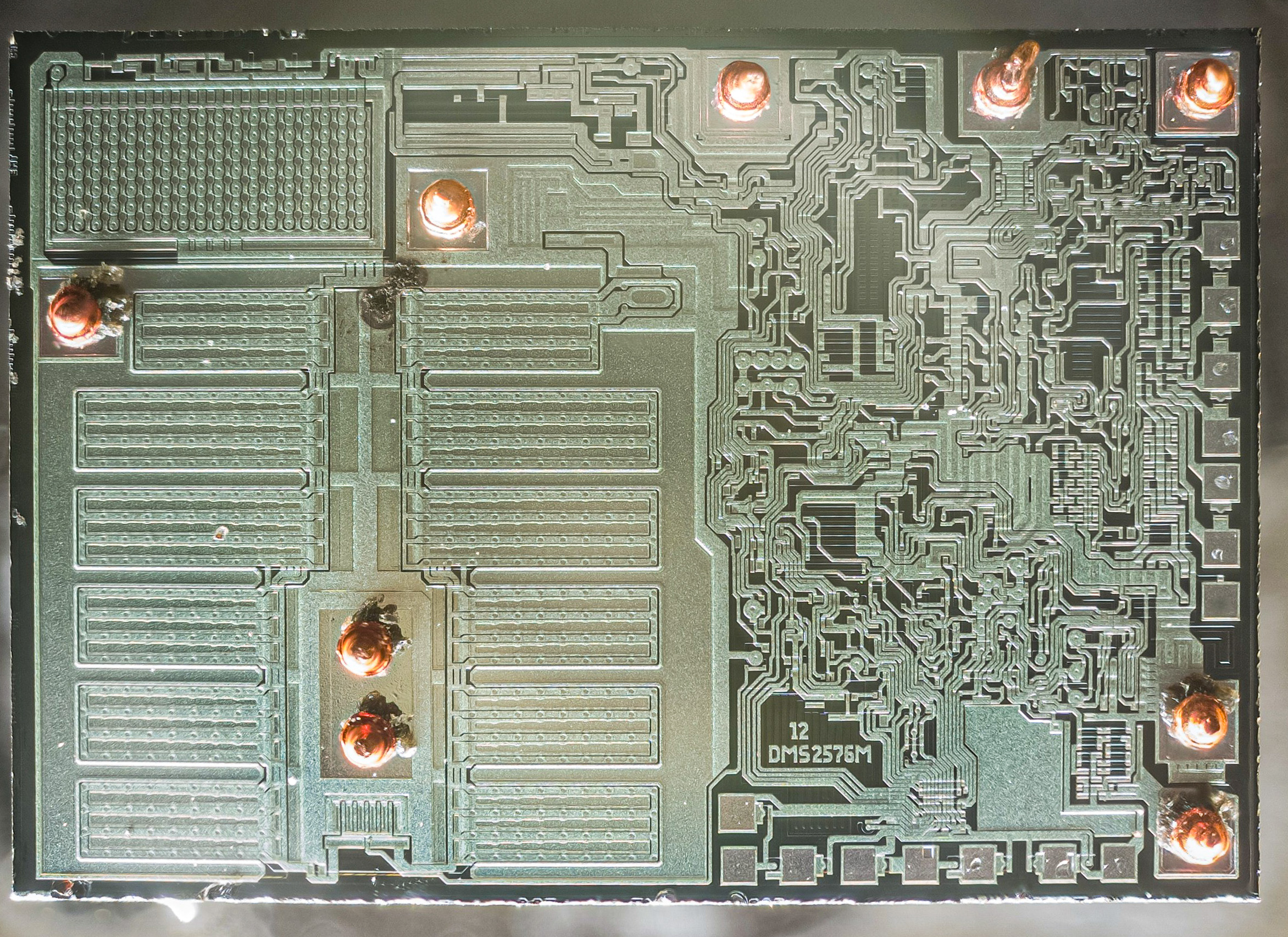
دای آی سی DC to DC کانورتر LM2576T

در مبحث مربوط به مدارهای مجتمع، دای (انگلیسی: Die) یک سطح از ماده‌ای نیمه‌رسانا است، که مدار بر روی آن ساخته می‌شود. معمولاً مدارهای مجتمع در بچ‌های بزرگ و بر روی یک ویفر واحد، از جنس سیلیکون گرید الکترونیک و توسط روش‌هایی مانند فوتولیتوگرافی ساخته می‌شوند. ویفر به قسمت‌های زیادی برش داده می‌شود (دایس می‌شود) که هر قسمت یک کپی از مدار است. به هر کدام از این قسمت‌ها یک "دای" گفته می‌شود.